# 斯帕諾島
斯帕諾島（英語：Spano Island）是南極洲的島嶼，位於威爾克斯地，處於赫林島西端以北0.9公里，屬於風車群島的一部分，根據美國海軍拍攝空中照片繪入地圖，現時由南極條約體系管理。